# Gustaf Bogislav von Platen
Gustaf Bogislav von Platen, född 14 juni 1753 på Gränby i Munktorps socken, Västmanlands län, död 8 november 1830 i Juttila i Tulois, var en svensk militär.

## Biografi
Gustaf Bogislav von Platen var son till översten Baltzar Achates von Platen (1712–1782) och Vilhelmina Lovisa Fredrika Ulrika Iserhielm (1721–1767). von Platens militära bana inleddes när han blev volontär vi Tavastehus läns infanteriregemente 1766. Vid samma regemente blev han förare 1767, sergeant 1768 och fänrik 1770. Han blev löjtnant i armén 1775 och innehade samma tjänst vid änkedrottningens livregemente 1778 innan han förflyttades tillbaka till Tavastehus läns infanteriregemente 1779, i vilket han samma år blev stabskapten. Vid Nylands regemente blev han sekundmajor 1785, premiermajor 1786 och överstelöjtnant 1789. Han bevistade Gustav III:s ryska krig i vilket han blev svårt sårad. År 1794 förflyttades han åter till Tavastehus läns infanteriregemente som överstelöjtnant och blev samma år riddare av Svärdsorden. Han blev senare överste i både armén och i Tavastehus läns infanteriregementet år 1796 i vilken befattning han bevistade finska kriget 1808–1809. Han tog avsked från armén 1810 och blev immatrikulerad på Finlands riddarhus 1818. Han dog 1830 i Juttila vid 77 års ålder.

## Familj
von Platen gifte sig med Margaretha Elisabeth Stjernvall (1763–1797) den 23 mars 1784 i Gammelgård. Tillsammans fick de sju barn: Lovisa Margaretha (1785–1868), gift friherrinna von Willebrand; Achates Carl (1786–1850), generaladjutant; Robert Gustaf (1788–1790); Fredric August (1790–1868), protokollssekreterare; Sophia Gustafva (1791–1877); Ulrica Charlotta (1794–1864), gift von Kræmer; Johanna Christina (1796–1873), gift Ehrnrooth.